# Diabełek
Diabełek – położone na wysokości ok. 1470 m siodełko pomiędzy Wielką Kopą Królową (1531 m) a Skupniowym Upłazem (ok. 1475 m) w polskich Tatrach Zachodnich. Nazwa pochodzi od tego, że podczas wichury wiatr porywa tutaj ziarenka piasku i sypie nimi w oczy „jak sam diabeł”. Do Doliny Olczyskiej opada z niej na północ Żleb Roja o deniwelacji ok. 300 m, w południowo-zachodnim kierunku do Długiego Żlebu w Jaworzynce opada stromy, skalisto-trawiasty stok.
Przez Diabełka prowadzi jeden z najbardziej zatłoczonych szlaków turystycznych w Tatrach. Władysław Cywiński podaje, że czasami przy wietrznej pogodzie Diabełka pokonywano na czworakach lub nawet na brzuchu. Nie wiadomo, czy jest to spowodowane wyjątkowo silnymi w tej okolicy wiatrami, czy też tylko było to odczucie turystów spowodowane nagłą zmianą warunków. Od Kuźnic szlak bowiem prowadzi cały czas przez las lub nad Doliną Olczyską, poniżej grani Skupniowego Upłazu zasłaniającej od wiatrów zachodnich. Na Diabełku dopiero wyprowadza on na grań, na której jak zwykle wiatry są dużo silniejsze, a stoki Wielkiej Królowej Kopy i Kopy Magury powodują dodatkowy efekt dyszy aerodynamicznej.

## Szlaki turystyczne
z Kuźnic przez Boczań i Skupniów Upłaz na Przełęcz między Kopami. Czas przejścia 1:40 h, ↓ 1:15 h
W 1952 r. szlak prowadzący z Kuźnic przez Diabełka do Hali Gąsienicowej nazwano Szlakiem Lenina. Obecnie nazwy tej nie używa się.